# John Douglas Lynch
John Douglas Lynch (estado de Iowa, 30 de julio de 1942) es un herpetólogo estadounidense.
Trabajó treinta años en la Universidad de Nebraska-Lincoln, antes de mudarse a su retiro en Colombia. Especialista en anfibios, entre los años 1965 a 2003 ―junto con William Edward Duellman (1930-)― describieron muchas especies de Eleutherodactylus (después transferidas a Pristimantis).

## Vida y trabajo
En 1964 ―como parte de su programa de maestría en la Universidad de Illinois― Lynch exploró en México el género de ranas Eleutherodactylus. Después de graduarse como mágister en Ciencias, Lynch se matriculó en la Universidad de Kansas, donde estudió zoología con William Edward Duellman. En 1967 realizó su primera expedición a Ecuador, donde estudió ranas del género Eleutherodactylus y la familia de Centrolenidae (ranas de cristal). En 1969 Lynch obtuvo su doctorado con la tesis doctoral Evolutionary relationships and osteology of the frog family Leptodactylidae (Relaciones evolutivas y osteología de la familia de ranas Leptodactylidae).
Durante una expedición con María Cristina Ardila-Robayo y Pedro Ruiz en 1980 en las tierras altas de las provincias colombianas de Cauca y Huila descubrió alrededor de 20 nuevas especies de ranas. Entre 1969 y 1997 Lynch fue profesor en la Universidad de Nebraska-Lincoln. En 1997 se convirtió en profesor asociado y curador de herpetología en el Instituto de Ciencias Naturales de la Universidad Nacional de Colombia. Desde 1999, Lynch vive en Colombia. En el verano de 2000 formó parte de un equipo de científicos que fue secuestrado durante varios días por la organización guerrillera colombiana ELN (Ejército de Liberación Nacional).
Lynch participó en las primeras descripciones científicas de más de 200 especies de ranas, incluyendo muchos taxa de los géneros Eleutherodactylus, Pristimantis y Strabomantis.
Lynch se desempeñó como Docente en el instituto de ciencias Naturales en la Universidad Nacional de Colombia hasta su retiro en 2022

## Algunos taxones descritos
- Andinophryne atelopoides
- Atelognathus
- Atelopus farci
- Atopophrynus syntomopus
- Bryophryne cophites
- Centrolene acanthidiocephalum
- Centrolene audax
- Centrolene guanacarum
- Centrolene huilense
- Centrolene hybrida
- Centrolene litorale
- Centrolene notostictum
- Centrolene peristictum
- Centrolene petrophilum
- Centrolene pipilatum
- Centrolene quindianum
- Centrolene robledoi
- Centrolene sanchezi
- Centrolene tayrona
- Cochranella adiazeta
- Cochranella anomala
- Cochranella armata
- Cochranella chami
- Cochranella cristinae
- Cochranella daidalea
- Cochranella flavopunctata
- Cochranella garciae
- Cochranella ignota
- Cochranella luminosa
- Cochranella luteopunctata
- Cochranella megacheira
- Cochranella midas
- Cochranella nephelophila
- Cochranella oreonympha
- Cochranella posadae
- Cochranella punctulata
- Cochranella ramirezi
- Cochranella resplendens
- Cochranella rosada
- Cochranella ruizi
- Cochranella savagei
- Cochranella siren
- Cochranella solitaria
- Cochranella spilota
- Cochranella susatamai
- Cochranella xanthocheridia
- Colostethus agilis
- Colostethus edwardsi
- Colostethus exasperatus
- Colostethus ruizi
- Craugastor emcelae
- Craugastor glaucus
- Craugastor guerreroensis
- Craugastor jota
- Craugastor sartori
- Craugastor silvicola
- Craugastor stuarti
- Craugastor taylori
- Craugastor yucatanensis
- Cryptobatrachus conditus
- Cryptobatrachus pedroruizi
- Cryptobatrachus ruthveni
- Diasporus anthrax
- Diasporus quidditus
- Diasporus tinker
- Dischidodactylus
- Eleutherodactylus barlagnei
- Eleutherodactylus dennisi
- Eleutherodactylus dixoni
- Feihyla palpebralis
- Gastrotheca antomia
- Hyalinobatrachium esmeralda
- Hyalinobatrachium ibama
- Hyalinobatrachium munozorum
- Hyalinobatrachium pellucidum
- Hyalinobatrachium ruedai
- Hyalinobatrachium
- Hyloscirtus piceigularis
- Hyloscirtus sarampiona
- Hypodactylus adercus
- Hypodactylus babax
- Hypodactylus brunneus
- Hypodactylus dolops
- Hypodactylus elassodiscus
- Hypodactylus latens
- Hypodactylus peraccai
- Limnodynastidae
- Litoria michaeltyleri
- Lynchius parkeri
- Noblella heyeri
- Noblella lochites
- Noblella myrmecoides
- Oreobates pereger
- Oreobates simmonsi
- Osteocephalus heyeri
- Pristimantis aaptus
- Pristimantis acatallelus
- Pristimantis acerus
- Pristimantis actinolaimus
- Pristimantis actites
- Pristimantis acutirostris
- Pristimantis aemulatus
- Pristimantis albericoi
- Pristimantis angustilineatus
- Pristimantis anolirex
- Pristimantis apiculatus
- Pristimantis atratus
- Pristimantis aurantiguttatus
- Pristimantis bacchus
- Pristimantis baiotis
- Pristimantis balionotus
- Pristimantis baryecuus
- Pristimantis batrachites
- Pristimantis bellona
- Pristimantis bernali
- Pristimantis bicolor
- Pristimantis boulengeri
- Pristimantis brevifrons
- Pristimantis bromeliaceus
- Pristimantis cacao
- Pristimantis calcarulatus
- Pristimantis caliginosus
- Pristimantis capitonis
- Pristimantis caprifer
- Pristimantis carranguerorum
- Pristimantis celator
- Pristimantis chiastonotus
- Pristimantis chloronotus
- Pristimantis chrysops
- Pristimantis colodactylus
- Pristimantis colomai
- Pristimantis condor
- Pristimantis corniger
- Pristimantis cremnobates
- Pristimantis crenunguis
- Pristimantis cristinae
- Pristimantis croceoinguinis
- Pristimantis cryophilius
- Pristimantis cryptomelas
- Pristimantis cuentasi
- Pristimantis degener
- Pristimantis deinops
- Pristimantis diaphonus
- Pristimantis diogenes
- Pristimantis dissimulatus
- Pristimantis douglasi
- Pristimantis duellmani
- Pristimantis duende
- Pristimantis epacrus
- Pristimantis eremitus
- Pristimantis eriphus
- Pristimantis eugeniae
- Pristimantis factiosus
- Pristimantis fallax
- Pristimantis fetosus
- Pristimantis floridus
- Pristimantis fraudator
- Pristimantis ganonotus
- Pristimantis gentryi
- Pristimantis gladiator
- Pristimantis gracilis
- Pristimantis grandiceps
- Pristimantis gutturalis
- Pristimantis hectus
- Pristimantis helvolus
- Pristimantis hernandezi
- Pristimantis hybotragus
- Pristimantis ignicolor
- Pristimantis illotus
- Pristimantis incanus
- Pristimantis incomptus
- Pristimantis inusitatus
- Pristimantis ixalus
- Pristimantis jaimei
- Pristimantis jorgevelosai
- Pristimantis juanchoi
- Pristimantis jubatus
- Pristimantis kelephas
- Pristimantis labiosus
- Pristimantis lanthanites
- Pristimantis lasalleorum
- Pristimantis laticlavius
- Pristimantis lemur
- Pristimantis leoni
- Pristimantis leptolophus
- Pristimantis leucopus
- Pristimantis lichenoides
- Pristimantis lividus
- Pristimantis loustes
- Pristimantis luteolateralis
- Pristimantis lutitus
- Pristimantis lythrodes
- Pristimantis maculosus
- Pristimantis malkini
- Pristimantis mars
- Pristimantis martiae
- Pristimantis medemi
- Pristimantis mercedesae
- Pristimantis merostictus
- Pristimantis miyatai
- Pristimantis mnionaetes
- Pristimantis modipeplus
- Pristimantis molybrignus
- Pristimantis muricatus
- Pristimantis myops
- Pristimantis nervicus
- Pristimantis nyctophylax
- Pristimantis obmutescens
- Pristimantis ocellatus
- Pristimantis ocreatus
- Pristimantis orcesi
- Pristimantis orestes
- Pristimantis orpacobates
- Pristimantis orphnolaimus
- Pristimantis paisa
- Pristimantis parectatus
- Pristimantis parvillus
- Pristimantis paululus
- Pristimantis pecki
- Pristimantis penelopus
- Pristimantis peraticus
- Pristimantis percultus
- Pristimantis permixtus
- Pristimantis petersi
- Pristimantis phalarus
- Pristimantis philipi
- Pristimantis phoxocephalus
- Pristimantis piceus
- Pristimantis platychilus
- Pristimantis pluvicanorus
- Pristimantis polemistes
- Pristimantis polychrus
- Pristimantis prolatus
- Pristimantis prolixodiscus
- Pristimantis proserpens
- Pristimantis pteridophilus
- Pristimantis ptochus
- Pristimantis pugnax
- Pristimantis pycnodermis
- Pristimantis pyrrhomerus
- Pristimantis quantus
- Pristimantis quaquaversus
- Pristimantis quinquagesimus
- Pristimantis racemus
- Pristimantis reclusas
- Pristimantis renjiforum
- Pristimantis repens
- Pristimantis restrepoi
- Pristimantis riveroi
- Pristimantis ruedai
- Pristimantis ruidus
- Pristimantis ruthveni
- Pristimantis sanguineus
- Pristimantis satagius
- Pristimantis savagei
- Pristimantis scoloblepharus
- Pristimantis scolodiscus
- Pristimantis scopaeus
- Pristimantis signifer
- Pristimantis silverstonei
- Pristimantis simoteriscus
- Pristimantis simoterus
- Pristimantis siopelus
- Pristimantis sobetes
- Pristimantis spilogaster
- Pristimantis spinosus
- Pristimantis suetus
- Pristimantis sulculus
- Pristimantis supernatis
- Pristimantis susaguae
- Pristimantis taciturnus
- Pristimantis tayrona
- Pristimantis tenebrionis
- Pristimantis thectopternus
- Pristimantis thymalopsoides
- Pristimantis thymelensis
- Pristimantis torrenticola
- Pristimantis tribulosus
- Pristimantis truebae
- Pristimantis uisae
- Pristimantis uranobates
- Pristimantis variabilis
- Pristimantis veletis
- Pristimantis verecundus
- Pristimantis versicolor
- Pristimantis vicarius
- Pristimantis vidua
- Pristimantis viejas
- Pristimantis viridicans
- Pristimantis viridis
- Pristimantis walkeri
- Pristimantis xeniolum
- Pristimantis xestus
- Pristimantis xylochobates
- Pristimantis zeuctotylus
- Pristimantis zophus
- Psychrophrynella bagrecitoi
- Rhamphophryne tenrec
- Rhamphophryne truebae
- Scythrophrys
- Somuncuria
- Strabomantis anatipes
- Strabomantis cadenai
- Strabomantis cerastes
- Strabomantis cheiroplethus
- Strabomantis helonotus
- Strabomantis laticorpus
- Strabomantis necerus
- Strabomantis necopinus
- Strabomantis ruizi
- Strabomantis zygodactylus

## Honores

### Eponimia
- Atelopus lynchi Cannatella, 1981
- Rhaebo lynchi Mueses-Cisneros, 2007
- Centrolene lynchi (Duellman, 1980)
- Lynchophrys Laurent, 1983
- Colostethus lynchi Grant, 1998
- Hyloscirtus lynchi (Ruiz-Carranza & Ardila-Robayo, 1991)
- Noblella lynchi (Duellman, 1991)
- Lynchius Hedges, Duellman & Heinicke, 2008
- Pristimantis lynchi (Duellman and Simmons, 1977)
- Pseudoeurycea lynchi Parra-Olea, Papenfuss & Wake, 2001